# István Bagyula
István Bagyula (né le 2 janvier 1969 à Budapest) est un athlète hongrois, spécialiste du saut à la perche.

## Biographie
Il réalise la meilleure performance de toute sa carrière le 5 juillet 1991 en réalisant 5,92 m, nouveau et actuel record de Hongrie.

### Palmarès
| Date | Compétition                    | Lieu          | Résultat | Performance |
| ---- | ------------------------------ | ------------- | -------- | ----------- |
| 1987 | Championnats d'Europe juniors  | Birmingham    | 2e       | 5,30 m      |
| 1988 | Championnats du monde juniors  | Grand Sudbury | 1er      | 5,65 m      |
| 1988 | Jeux olympiques                | Séoul         | 7e       | 5,60 m      |
| 1989 | Championnats du monde en salle | Budapest      | 6e       | 5,50 m      |
| 1991 | Universiade                    | Sheffield     | 1er      | 5,80 m      |
| 1991 | Championnats du monde          | Tokyo         | 2e       | 5,90 m      |
| 1992 | Championnats d'Europe en salle | Gênes         | 2e       | 5,80 m      |
| 1992 | Jeux olympiques                | Barcelone     | 9e       | 5,30 m      |
| 1993 | Universiade                    | Buffalo       | 1er      | 5,70 m      |
| 1993 | Championnats du monde          | Stuttgart     | 10e      | 5,70 m      |
| 1994 | Championnats d'Europe en salle | Paris         | 5e       | 5,70 m      |
| 1995 | Universiade                    | Fukuoka       | 1er      | 5,70 m      |

### Records
| Épreuve          | Épreuve      | Performance | Lieu     | Date           |
| ---------------- | ------------ | ----------- | -------- | -------------- |
| Saut à la perche | En plein air | 5,92 m      | Linz     | 5 juillet 1991 |
| Saut à la perche | En salle     | 5,82 m      | New York | 7 février 1992 |